# Toth-Nunatakker
Die Toth-Nunatakker sind eine kleine Gruppe isolierter Nunatakker im Palmerland auf der Antarktischen Halbinsel. Sie ragen 27 km nordnordwestlich des Mount Coman auf.
Der United States Geological Survey kartierte sie anhand eigener Vermessungen und Luftaufnahmen der United States Navy aus den Jahren von 1961 bis 1967. Das Advisory Committee on Antarctic Names benannte sie 1968 nach Stephen R. Toth, Glaziologe auf der Byrd-Station von 1965 bis 1966.